# Anand Amritraj
Anand Amritraj (Chennai, 20 marzo 1951) è un ex tennista indiano.

## Carriera
Ottenne il suo best ranking in singolare il 6 novembre 1974 con la 74ª posizione mentre nel doppio divenne il 21 maggio 1979, il 24º del ranking ATP.
Specialista del doppio, in carriera ha vinto dodici tornei del circuito ATP, gran parte dei quali in coppia con il fratello Vijay Amritraj. Il suo primo successo è stato ottenuto nel 1973 in Nuova Zelanda a Christchurch nel Benson & Hedges Classic. In altre diciotto occasioni ha conquistato l'accesso alle finali uscendone però sconfitto.
Nel 1976, sempre in coppia con il fratello Vijay, ha raggiunto le semifinali del torneo di Wimbledon; furono sconfitti dallo statunitense Brian Gottfried e dal messicano Raúl Ramírez con il risultato di 3-6, 5-7, 6-8.
Ha fatto parte della squadra indiana di Coppa Davis dal 1968 al 1988 con un bilancio finale di 32 vittorie e 30 sconfitte. Con la sua selezione raggiunse la finale di Coppa Davis nel 1974 e nel 1987; nel primo caso la squadra indiana decise di boicottare la finale contro il Sudafrica per protestare contro la politica dell'apartheid applicata in quello stato. Nel 1987, invece, furono sconfitto con il punteggio di 5-0 dalla Svezia.
Oltre al già citato Vijay Amritraj, anche Ashok, un altro fratello, Stephen (figlio) e Prakash (nipote) sono tennisti di buon livello internazionale.

## Statistiche

### Doppio

#### Vittorie (12)
| Legenda                                                      |
| Grande Slam (0)                                              |
| ATP Tour World Championships / Tennis Masters Cup (0)        |
| ATP Super 9 / Tennis Masters Series (0)                      |
| ATP Championships Series / ATP International Series Gold (0) |
| ATP World Series / ATP International Series (12)             |

| Numero | Data              | Torneo                                      | Superficie    | Compagno       | Avversari in finale            | Punteggio     |
| 1.     | 18 novembre 1973  | Benson & Hedges Classic, Christchurch       | Cemento       | Fred McNair    | Jürgen Fassbender Jeff Simpson | Walkover      |
| 2.     | 19 agosto 1974    | Columbus Open, Columbus                     | Cemento       | Vijay Amritraj | Tom Gorman Robert Lutz         | Walkover      |
| 3.     | 17 novembre 1974  | Indian Open, Bombay                         | Terra rossa   | Vijay Amritraj | Dick Crealy Onny Parun         | 6-4, 7-6      |
| 4.     | 24 marzo 1975     | Atlanta Open, Atlanta                       | Sintetico (i) | Vijay Amritraj | Mark Cox Cliff Drysdale        | 6-3, 6-2      |
| 5.     | 15 settembre 1975 | Los Angeles Open, Los Angeles               | Cemento       | Vijay Amritraj | Cliff Drysdale Marty Riessen   | 7-6, 4-6, 6-4 |
| 6.     | 9 marzo 1976      | U.S. Indoor National Championships, Memphis | Sintetico (i) | Vijay Amritraj | Marty Riessen Roscoe Tanner    | 6-3, 6-4      |
| 7.     | 13 giugno 1977    | Queen's Club Championships, Londra          | Erba          | Vijay Amritraj | John Lloyd David Lloyd         | 6-1, 6-2      |
| 8.     | 25 settembre 1978 | Mexico City Open, Città del Messico         | Terra rossa   | Vijay Amritraj | Fred McNair Raúl Ramírez       | 6-4, 7-5      |
| 9.     | 28 aprile 1980    | ATP San Paolo, San Paolo                    | Sintetico (i) | Fritz Buehning | David Carter Chris Lewis       | 7-6, 6-2      |
| 10.    | 1º novembre 1982  | Baltimore WCT, Baltimora                    | Sintetico (i) | Tony Giammalva | Vijay Amritraj Fred Stolle     | 7-5, 6-2      |
| 11.    | 30 novembre 1982  | Chicago WCT, Chicago                        | Sintetico (i) | Vijay Amritraj | Mike Cahill Bruce Manson       | 3-6, 6-2, 6-3 |
| 12.    | 11 luglio 1983    | Mercedes Cup, Stoccarda                     | Terra rossa   | Mike Bauer     | Pavel Složil Tomáš Šmíd        | 4-6, 6-3, 6-2 |

| Legenda tornei minori |
| Challenger (4)        |
| Futures (0)           |

| Numero | Data             | Torneo                        | Superficie  | Compagno             | Avversari in finale                   | Punteggio     |
| 1.     | 3 dicembre 1979  | Austin Challenger, Austin     | Cemento     | John Austin          | Steve Denton Mark Turpin              | 6-1, 6-2      |
| 2.     | 3 maggio 1982    | Solihull Challenger, Solihull | Cemento     | Brad Guan            | Andrew Jarett Jonathan Smith          | 6-4, 3-6, 6-3 |
| 3.     | 25 febbraio 1985 | Cairo Challenger, Il Cairo    | Terra rossa | Lloyd Bourne         | Trevor Allan Alberto Tous             | 6-4, 2-6, 7-5 |
| 4.     | 2 febbraio 1987  | Nairobi Challenger, Nairobi   | Terra rossa | Srinivasan Vasudevan | Antonio Altobelli Giovanni Lelli Mami | 6-3, 6-4      |

#### Sconfitte in finale (18)
| Numero | Data             | Torneo                           | Superficie    | Compagno           | Avversari in finale             | Punteggio     |
| 1.     | 21 ottobre 1973  | Indian Open, Nuova Delhi         | Cemento       | Vijay Amritraj     | Jim McManus Raúl Ramírez        | 2-6, 4-6      |
| 2.     | 25 agosto 1974   | South Orange Open, South Orange  | Cemento       | Vijay Amritraj     | Brian Gottfried Raúl Ramírez    | 6-7, 7-6, 6-7 |
| 3.     | 10 febbraio 1975 | Toronto Indoor, Toronto          | Sintetico (i) | Vijay Amritraj     | Dick Stockton Erik Van Dillen   | 4-6, 5-7, 1-6 |
| 4.     | 10 marzo 1975    | Washington Indoor, Washington    | Sintetico (i) | Vijay Amritraj     | Mike Estep Russell Simpson      | 6-7, 3-6      |
| 5.     | 5 agosto 1975    | Louisville Open, Louisville      | Terra rossa   | Vijay Amritraj     | Wojciech Fibak Guillermo Vilas  | 1-8           |
| 6.     | 17 novembre 1975 | Indian Open, Calcutta            | Terra rossa   | Vijay Amritraj     | Juan Gisbert Manuel Orantes     | 6-1, 4-6, 3-6 |
| 7.     | 7 novembre 1976  | Hong Kong Open, Hong Kong        | Cemento       | Ilie Năstase       | Hank Pfister Butch Walts        | 4-6, 2-6      |
| 8.     | 15 novembre 1976 | Philippine International, Manila | Cemento       | Corrado Barazzutti | Ross Case Geoff Masters         | 0-6, 1-6      |
| 9.     | 15 gennaio 1979  | Baltimore WCT, Baltimora         | Sintetico (i) | Cliff Drysdale     | Marty Riessen Sherwood Stewart  | 6-7, 4-6      |
| 10.    | 19 marzo 1979    | Costarica Open, San José         | Cemento       | Colin Dibley       | Ion Țiriac Guillermo Vilas      | 4-6, 6-2, 4-6 |
| 11.    | 9 aprile 1979    | Cairo Open, Il Cairo             | Terra rossa   | Vijay Amritraj     | Peter McNamara Paul McNamee     | 5-7, 4-6      |
| 12.    | 11 agosto 1979   | Stowe Open, Stowe                | Cemento       | Colin Dibley       | Mike Cahill Steve Krulevitz     | 6-3, 3-6, 4-6 |
| 13.    | 10 marzo 1980    | Costarica Open, San José         | Cemento       | Nick Saviano       | Álvaro Fillol Jaime Fillol      | 2-6, 6-7      |
| 14.    | 14 aprile 1980   | Los Angeles Open, Los Angeles    | Cemento       | John Austin        | Brian Teacher Butch Walts       | 2-6, 4-6      |
| 15.    | 18 agosto 1980   | Atlanta Open, Atlanta            | Cemento       | John Austin        | Tom Gullikson Butch Walts       | 7-6, 6-7, 5-7 |
| 16.    | 6 aprile 1981    | Houston Open, Houston            | Terra rossa   | Fred McNair        | Mark Edmondson Sherwood Stewart | 4-6, 3-6      |
| 17.    | 3 agosto 1981    | Columbus Open, Columbus          | Cemento       | Vijay Amritraj     | Bruce Manson Brian Teacher      | 1-6, 1-6      |
| 18.    | 21 febbraio 1983 | Delray Beach WCT, Delray Beach   | Terra rossa   | Johan Kriek        | Pavel Složil Tomáš Šmíd         | 2-6, 4-6      |